# カリム・エセディリ
カリム・エセディリ（Karim Essediri、1979年7月29日 - ）は、チュニジアの元サッカー選手。元チュニジア代表。ポジションはミッドフィールダー。

## 来歴
2004年にチュニジア代表デビュー。FIFAコンフェデレーションズカップ2005、2006 FIFAワールドカップにも出場した。チュニジア代表として10試合に出場した。

## 代表歴

### 出場大会
- チュニジア代表
  - 2006 FIFAワールドカップ

### 試合数
- 国際Aマッチ 10試合 0得点（2004年-2006年）[1]

| チュニジア代表 | 国際Aマッチ | 国際Aマッチ |
| 年             | 出場        | 得点        |
| -------------- | ----------- | ----------- |
| 2004           | 3           | 0           |
| 2005           | 2           | 0           |
| 2006           | 5           | 0           |
| 通算           | 10          | 0           |